# Vientiane Mai
Vientiane Mai (tiếng Lào: ວຽງຈັນໃໝ່, Latinh hóa: Viengchanmay, có nghĩa là Viêng Chăn Mới) là tờ tuần báo tiếng Lào do Chính phủ Lào xuất bản tại thủ đô và thành phố lớn nhất Viêng Chăn. Ban đầu người dân Lào gọi tờ báo này là Vientiane Post nhưng sau này được đổi tên vào năm 1975 khi Đảng Nhân dân Cách mạng Lào (LPRP) lên nắm quyền. Vientiane Mai phản ánh vị thế của chính phủ và LPRP.